# Letland op de Olympische Winterspelen 1998
Tijdens de Olympische Winterspelen van 1998, die in Nagano (Japan) werden gehouden, nam Letland voor de zesde keer deel.

## Deelnemers en resultaten
(m) = mannen, (v) = vrouwen 

### Alpineskiën
| Olympiër      | Discipline       | Resultaat | Prestatie                        |
| ------------- | ---------------- | --------- | -------------------------------- |
| Ivars Ciaguns | reuzenslalom (m) | 34e       | 2.53,59 (+15,08) 1.28,52+1.25,07 |
| Ilze Ābola    | reuzenslalom (v) | 31e       | 3.14,50 (+23,91) 1.30,66+1.43,84 |

### Biatlon
| Olympiër                                                         | Discipline             | Resultaat | Prestatie |
| ---------------------------------------------------------------- | ---------------------- | --------- | --- |
| Ilmārs Bricis                                                    | 10 km (m)              | 32e       | 30.01,7 (+2.45,5) pen.: 4 (2 + 2) |
| Ilmārs Bricis                                                    | 20 km (m)              | 5e        | 58.15,1 (+1.58,7) pen.: 3 (0 + 1 + 2 + 0) |
| Oļegs Maļuhins                                                   | 10 km (m)              | 6e        | 28.37,4 (+1.21,2) pen.: 1 (1 + 0) |
| Jēkabs Nākums                                                    | 10 km (m)              | 5e        | 28.36,9 (+1.20,7) pen.: 1 (1 + 0) |
| Jēkabs Nākums                                                    | 20 km (m)              | 37e       | 1:01.40,1 (+5.23,7) pen.: 5 (4 + 0 + 1 + 0) |
| Gundars Upenieks                                                 | 20 km (m)              | 66e       | 1:06.42,6 (+10.26,2) pen.: 8 (3 + 1 + 2 + 2) |
| Team Oļegs Maļuhins Ilmārs Bricis Gundars Upenieks Jēkabs Nākums | 4x7,5 km estafette (m) | 6e        | 1:24.24,4 (+2.48,2) pen.: 2-12 20.18,2 pen.: 0-2 (0-2 + 0-0) 19.46,7 pen.: 0-1 (0-1 + 0-0) 22.48,1 pen.: 1-6 (0-3 + 1-3) 21.31,4 pen.: 1-3 (0-0 + 1-3) |
| Ieva Cederštrēma                                                 | 7,5 km (v)             | 34e       | 25.12,7 (+2.04,7) pen.: 2 (1 + 1) |
| Ieva Cederštrēma                                                 | 15 km (v)              | 25e       | 58.54,4 (+4.02,4) pen.: 1 (0 + 0 + 1 + 0) |

### Bobsleeën
| Olympiër                                            | Discipline               | Resultaat | Prestatie                                       |
| --------------------------------------------------- | ------------------------ | --------- | ----------------------------------------------- |
| Sandis Prūsis Jānis Elsiņš                          | 2-mansbob (m) Letland I  | 5e        | 3.38,24 (+1,00) (54,91 / 54,52 / 54,29 / 54,52) |
| Rodžers Lodziņš Māris Rozentāls                     | 2-mansbob (m) Letland II | 18e       | 3.40,75 (+3,51) (55,34 / 55,25 / 55,06 / 55,10) |
| Sandis Prūsis Egils Bojārs Jānis Ozols Jānis Elsiņš | 4-mansbob (m) Letland I  | 6e        | 2.40,26 (+0,85) (52,98 / 53,50 / 53,78)         |

### Langlaufen
| Olympiër       | Discipline                    | Resultaat | Prestatie                                    |
| -------------- | ----------------------------- | --------- | -------------------------------------------- |
| Juris Ģērmanis | 10 km klassiek (m)            | 77e       | 32.05,8 (+4.41,3)                            |
| Juris Ģērmanis | achtervolging 10 km+15 km (m) | dnf       | opgave 15 km (10 km:32.05 + 15 km:dnf)       |
| Jānis Hermanis | 10 km klassiek (m)            | 65e       | 31.12,1 (+3.47,6)                            |
| Jānis Hermanis | 30 km klassiek (m)            | dnf       | opgave                                       |
| Jānis Hermanis | achtervolging 10 km+15 km (m) | 63e       | +10.17,4 (10 km:31.12 + 15 km:46.07,1)       |
| Roberts Raimo  | 10 km klassiek (m)            | 83e       | 33.09,9 (+5.45,4)                            |
| Roberts Raimo  | 50 km vrije stijl (m)         | 60e       | 2:30.49,9 (+25.41,7)                         |
| Roberts Raimo  | achtervolging 10 km+15 km (m) | dns       | niet gestart 15 km (10 km:33.09 + 15 km:dns) |
| Andžela Brice  | 5 km klassiek (v)             | 78e       | 21.39,2 (+4.01,3)                            |
| Andžela Brice  | 30 km vrije stijl (v)         | 53e       | 1:37.08,4 (+15.06,9)                         |
| Andžela Brice  | achtervolging 5 km+10 km (v)  | 66e       | +8.37,6 (5 km:21.39 + 10 km:33.05,5)         |
| Ināra Rudko    | 5 km klassiek (v)             | 71e       | 20.56,1 (+3.18,2)                            |
| Ināra Rudko    | 15 km klassiek (v)            | 61e       | 56.07,8 (+9.12,4)                            |
| Ināra Rudko    | 30 km vrije stijl (v)         | 57e       | 1:43.22,8 (+21.21,3)                         |
| Ināra Rudko    | achtervolging 5 km+10 km (v)  | 67e       | +8.50,4 (5 km:20.56 + 10 km:34.01,3)         |

### Rodelen
| Olympiër                       | Discipline | Resultaat | Prestatie                                             |
| ------------------------------ | ---------- | --------- | ----------------------------------------------------- |
| Mārtiņš Rubenis                | mannen     | 14e       | 3.22,152 (+3,716) (50,758 / 50,491 / 50,603 / 50,300) |
| Guntis Rēķis                   | mannen     | 17e       | 3.22,315 (+3,879) (50,676 / 50,296 / 50,545 / 50,798) |
| Sandris Berzinš                | mannen     | 25e       | 3.25,391 (+6,955) (51,220 / 51,370 / 51,341 / 51,460) |
| Anna Orlova                    | vrouwen    | 13e       | 3.26,963 (+3,184) (52,199 / 51,772 / 51,642 / 51,350) |
| Iluta Gaile                    | vrouwen    | 14e       | 3.26,981 (+3,202) (52,157 / 52,016 / 51,516 / 51,292) |
| Jurita Šnitko                  | vrouwen    | 22e       | 3.29,707 (+5,928) (52,921 / 52,638 / 52,347 / 51,801) |
| Roberts Suharevs Dairis Leksis | dubbel     | 13e       | 1.43,251 (+2,146) (51,281 / 51,970)                   |
| Juris Vovčoks Māris Lēģeris    | dubbel     | 17e       | 1.46,555 (+5,450) (53,969 / 52,586)                   |

### Schaatsen
| Olympiër    | Discipline | Resultaat | Prestatie        |
| ----------- | ---------- | --------- | ---------------- |
| Ilonda Lūse | 1000 m (v) | 39e       | 1.24,32 (+7,81)  |
| Ilonda Lūse | 1500 m (v) | 32e       | 2.08,71 (+11,13) |
| Ilonda Lūse | 3000 m (v) | 28e       | 4.33,77 (+26,48) |

Amerikaanse Maagdeneilanden · Andorra · Argentinië · Armenië · Australië · Azerbeidzjan · België · Bermuda · Bosnië en Herzegovina · Brazilië · Bulgarije · Canada · Chili · China · Chinees Taipei · Cyprus · Denemarken · Duitsland · Estland · Finland · Frankrijk · Georgië · Griekenland · Groot-Brittannië · Hongarije · Ierland · IJsland · India · Iran · Israël · Italië · Jamaica · Japan · Joegoslavië · Kazachstan · Kenia · Kirgizië · Kroatië · Letland · Liechtenstein · Litouwen · Luxemburg · Macedonië · Moldavië · Monaco · Mongolië · Nederland · Nieuw-Zeeland · Noord-Korea · Noorwegen · Oekraïne · Oezbekistan · Oostenrijk · Polen · Portugal · Puerto Rico · Roemenië · Rusland · Slovenië · Slowakije · Spanje · Trinidad en Tobago · Tsjechië · Turkije · Uruguay · Venezuela · Verenigde Staten · Wit-Rusland · Zuid-Afrika · Zuid-Korea · Zweden · Zwitserland